# Agir (Partei)
Agir, la droite constructive (deutsch: Handeln – die konstruktive Rechte) war eine liberale Partei der rechten Mitte in Frankreich. Sie wurde 2017 als Abspaltung von Les Républicains gegründet und unterstützte die Regierung des Staatspräsidenten Emmanuel Macron. 2022 ging sie in die Partei Renaissance auf. Vorsitzender war Franck Riester.

## Geschichte
Die Partei wurde im November 2017 von neun Abgeordneten, darunter Franck Riester und Pierre-Yves Bournazel, sechs Senatoren, u. a. Fabienne Keller und Claude Malhuret, sowie der Europaparlamentarierin Tokia Saïfi gegründet. Sie wandten sich von der konservativen Partei Les Républicains ab, deren Vorsitzender Laurent Wauquiez einen scharfen Oppositionskurs gegenüber der Regierung von Präsident Emmanuel Macron und dem aus den Républicains ausgeschlossenen Premierminister Édouard Philippe verfolgte. Auch die Minister Gérald Darmanin und Sébastien Lecornu wurden aus Les Républicains ausgeschlossen. In Abgrenzung zu Macrons Regierung nahm Wauquiez Rechtsaußen-Positionen ein, was gemäßigte Parteimitglieder entfremdete.
Bereits nach der Parlamentswahl im Juni 2017 hatte sich in der Nationalversammlung die Fraktion Les Constructifs („Die Konstruktiven“) gebildet, der neben Abgeordneten des bürgerlichen Mitte-Bündnisses UDI auch einzelne Abgeordnete der Républicains beitraten, die mit der Macron-Regierung zusammenarbeiten wollten. Im Senat hatte Claude Malhuret im Oktober 2017 die ähnlich ausgerichtete Fraktion République et territoires – Les Indépendants gegründet. Agir bekannte sich in ihrem Gründungsdokument zu „liberalen, sozialen, europäischen, humanistischen und reformistischen Ideen der Rechten und der Mitte“. Sie sieht sich in der Tradition der UMP (Vorgängerpartei der Républicains) unter Jacques Chirac, Alain Juppé, Jean-Pierre Raffarin und Nicolas Sarkozy.
Agir hatte zunächst eine kollektive Führung, im September 2018 wurde Franck Riester zum Vorsitzenden gewählt. Riester war von Oktober 2018 bis Juli 2020 Kulturminister im Kabinett Philippe II. Zur Europawahl 2019 trat Agir im Rahmen des Bündnisses Renaissance mit Macrons Partei La République en Marche und dem Mouvement démocrate an. Über diese Liste wurde Fabienne Keller in das Europäische Parlament gewählt, wo sie sich der liberalen Fraktion Renew Europe anschloss.
Am 17. September 2022 fusionierte sie, ebenso wie die Partei Territoires de Progrès, mit Macrons Partei unter der gemeinsamen Bezeichnung Renaissance.